# Vuelta a Gran Bretaña 2014
La 75.ª edición de la Vuelta a Gran Bretaña (oficialmente: Tour of Britain) fue una carrera ciclista profesional por etapas que se disputó en Gran Bretaña desde el 7 al 14 de septiembre del 2014 con un recorrido total de 1375.7 kilómetros entre Liverpool y Londres. Formó parte del UCI Europe Tour 2013-2014, dentro de la categoría 2.HC (máxima categoría de estos circuitos).
La victoria final ha sido para el neerlandés Dylan van Baarle (Garmin Sharp) quien superó a Michał Kwiatkowski (Omega Pharma-Quick Step) y al británico Bradley Wiggins (Team Sky).

## Equipos participantes
Tomaron parte en la carrera 20 equipos: 8 de categoría UCI ProTeam; más 5 de categoría Profesional Continental, más 6 de categoría Continental y 1 selección de Gran Bretaña (con corredores de equipos de los Circuitos Continentales UCI). Los equipos estuvieron integrados por 6 corredores, formando así en principio, un pelotón de 120 ciclistas. Se produjeron 16 abandonos llegando al final 104 corredores.
| Equipo                        | Cód. UCI | Categoría               |
| ----------------------------- | -------- | ----------------------- |
| Belkin-Pro Cycling Team       | BEL      | UCI ProTeam             |
| BMC Racing Team               | BMC      | UCI ProTeam             |
| Garmin Sharp                  | GRS      | UCI ProTeam             |
| Movistar Team                 | MOV      | UCI ProTeam             |
| Omega Pharma-Quick Step       | OPQ      | UCI ProTeam             |
| Team Giant-Shimano            | GIA      | UCI ProTeam             |
| Team Sky                      | SKY      | UCI ProTeam             |
| Tinkoff-Saxo                  | TCS      | UCI ProTeam             |
| Bardiani CSF                  | BAR      | Profesional Continental |
| IAM Cycling                   | IAM      | Profesional Continental |
| MTN Qhubeka                   | MTN      | Profesional Continental |
| NetApp-Endura                 | TNE      | Profesional Continental |
| Team Novo Nordisk             | TNN      | Profesional Continental |
| An Post-ChainReaction         | SKT      | Continental             |
| NFTO Pro Cycling              | NPC      | Continental             |
| Madison Genesis               | MGT      | Continental             |
| Rapha Condor JLT              | RJC      | Continental             |
| Team Raleigh                  | RAL      | Continental             |
| Velosure-Giordana Racing Team | VGR      | Continental             |
| Selección de Gran Bretaña     | GBN      |                         |

## Etapas
| Etapa | Fecha            | Recorrido            | km        | Ganador            | Líder              |
| 1.ª   | 7 de septiembre  | Liverpool-Liverpool  | 104,8     | Marcel Kittel      | Marcel Kittel      |
| 2.ª   | 8 de septiembre  | Knowsley-Llandudno   | 200,8     | Mark Renshaw       | Mark Renshaw       |
| 3.ª   | 9 de septiembre  | Newtown-The Tumble   | 179,9     | Edoardo Zardini    | Edoardo Zardini    |
| 4.ª   | 10 de septiembre | Worcester-Bristol    | 184,6     | Michał Kwiatkowski | Michał Kwiatkowski |
| 5.ª   | 11 de septiembre | Exmouth-Exeter       | 177,3     | Matthias Brändle   | Michał Kwiatkowski |
| 6.ª   | 12 de septiembre | Bath-Hemel Hempstead | 205,6     | Matthias Brändle   | Alex Dowsett       |
| 7.ª   | 13 de septiembre | Camberley-Brighton   | 225,1     | Julien Vermote     | Dylan van Baarle   |
| 8.ª a | 14 de septiembre | Londres-Londres      | 8,8 (CRI) | Bradley Wiggins    | Dylan van Baarle   |
| 8.ª b | 14 de septiembre | Londres-Londres      | 88,8      | Marcel Kittel      | Dylan van Baarle   |
|       | Total            | Total                | 1375,7    |                    |                    |

## Clasificaciones finales

### Clasificación general
| Posición | Ciclista           | Equipo                  | Tiempo           |
| -------- | ------------------ | ----------------------- | ---------------- |
|          | Dylan van Baarle   | Garmin Sharp            | 32 h 22 min 50 s |
| 2        | Michał Kwiatkowski | Omega Pharma-Quick Step | a 10 s           |
| 3        | Bradley Wiggins    | Sky                     | a 22 s           |
| 4        | Edoardo Zardini    | Bardiani CSF            | a 37 s           |
| 5        | Nicolas Roche      | Tinkoff-Saxo            | a 42 s           |
| 6        | Ion Izagirre       | Movistar                | a 46 s           |
| 7        | Sylvain Chavanel   | IAM                     | a 50 s           |
| 8        | Alex Dowsett       | Movistar                | a 54 s           |
| 9        | Jan Bárta          | NetApp-Endura           | a 1 m 09 s       |
| 10       | Dylan Teuns        | BMC Racing              | a 1 m 10 s       |

### Clasificación de la montaña
| Posición | Ciclista           | Equipo                  | Puntos |
| -------- | ------------------ | ----------------------- | ------ |
|          | Mark McNally       | An Post-ChainReaction   | 51     |
| 2        | Matthias Brändle   | IAM                     | 30     |
| 3        | Michał Kwiatkowski | Omega Pharma-Quick Step | 25     |
| 4        | Dylan van Baarle   | Garmin Sharp            | 24     |
| 5        | Julien Vermote     | Omega Pharma-Quick Step | 23     |

### Clasificación de los puntos
| Posición | Ciclista           | Equipo                  | Puntos |
| -------- | ------------------ | ----------------------- | ------ |
|          | Michał Kwiatkowski | Omega Pharma-Quick Step | 70     |
| 2        | Ben Swift          | Sky                     | 55     |
| 3        | Rick Zabel         | BMC Racing              | 49     |
| 4        | Nicola Ruffoni     | Bardiani CSF            | 45     |
| 5        | Matthias Brändle   | IAM                     | 41     |

### Clasificación de los sprints
| Posición | Ciclista            | Equipo       | Puntos |
| -------- | ------------------- | ------------ | ------ |
|          | Sebastian Lander    | BMC Racing   | 16     |
| 2        | Alex Dowsett        | Movistar     | 14     |
| 3        | Dylan van Baarle    | Garmin Sharp | 9      |
| 4        | Matthias Brändle    | IAM          | 9      |
| 5        | Lasse Norman Hansen | Garmin Sharp | 7      |

#### Clasificación por equipos
| Posición | Equipo                  | Tiempo           |
| -------- | ----------------------- | ---------------- |
|          | IAM                     | 97 h 09 min 47 s |
| 2        | Tinkoff-Saxo            | a 2 min 27 s     |
| 3        | Movistar                | a 3 min 25 s     |
| 4        | Sky                     | a 3 min 31 s     |
| 5        | Omega Pharma-Quick Step | a 5 min 48 s     |